# Хоэнзальцбург
Хоэнза́льцбург (также Гогенза́льцбург, нем. Hohensalzburg) — замок в городе Зальцбург, одна из крупнейших средневековых крепостей Европы. Находится на вершине горы Фестунг, на высоте 120 метров.
Крепость Зальцбурга — одна из крупнейших из целиком сохранившихся средневековых крепостей Европы. Площадь крепости — 30 тыс. м² (до 250 м в длину и 150 м в ширину). Добраться до крепости можно либо на фуникулёре из Старого города, либо пешком.

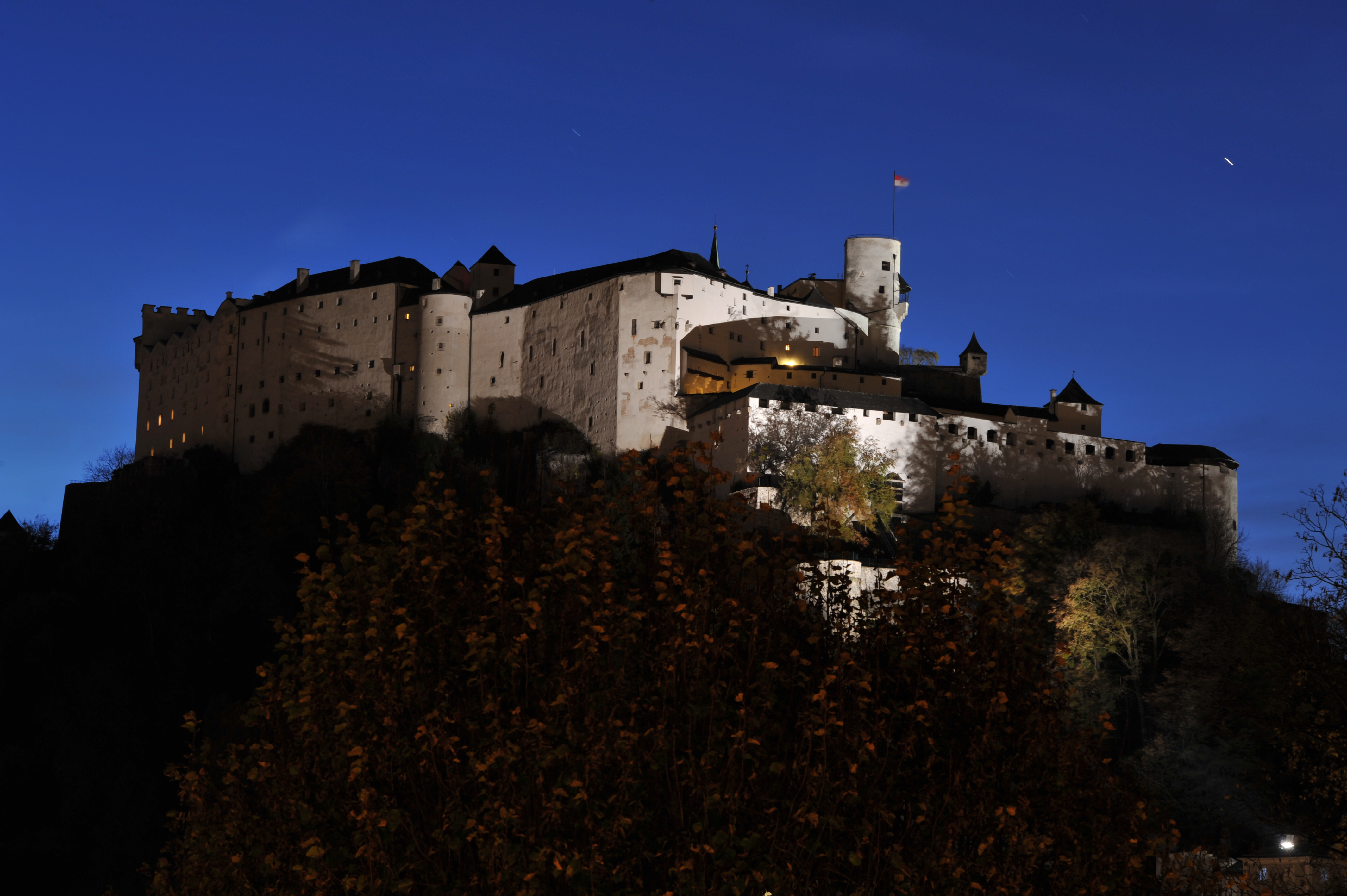

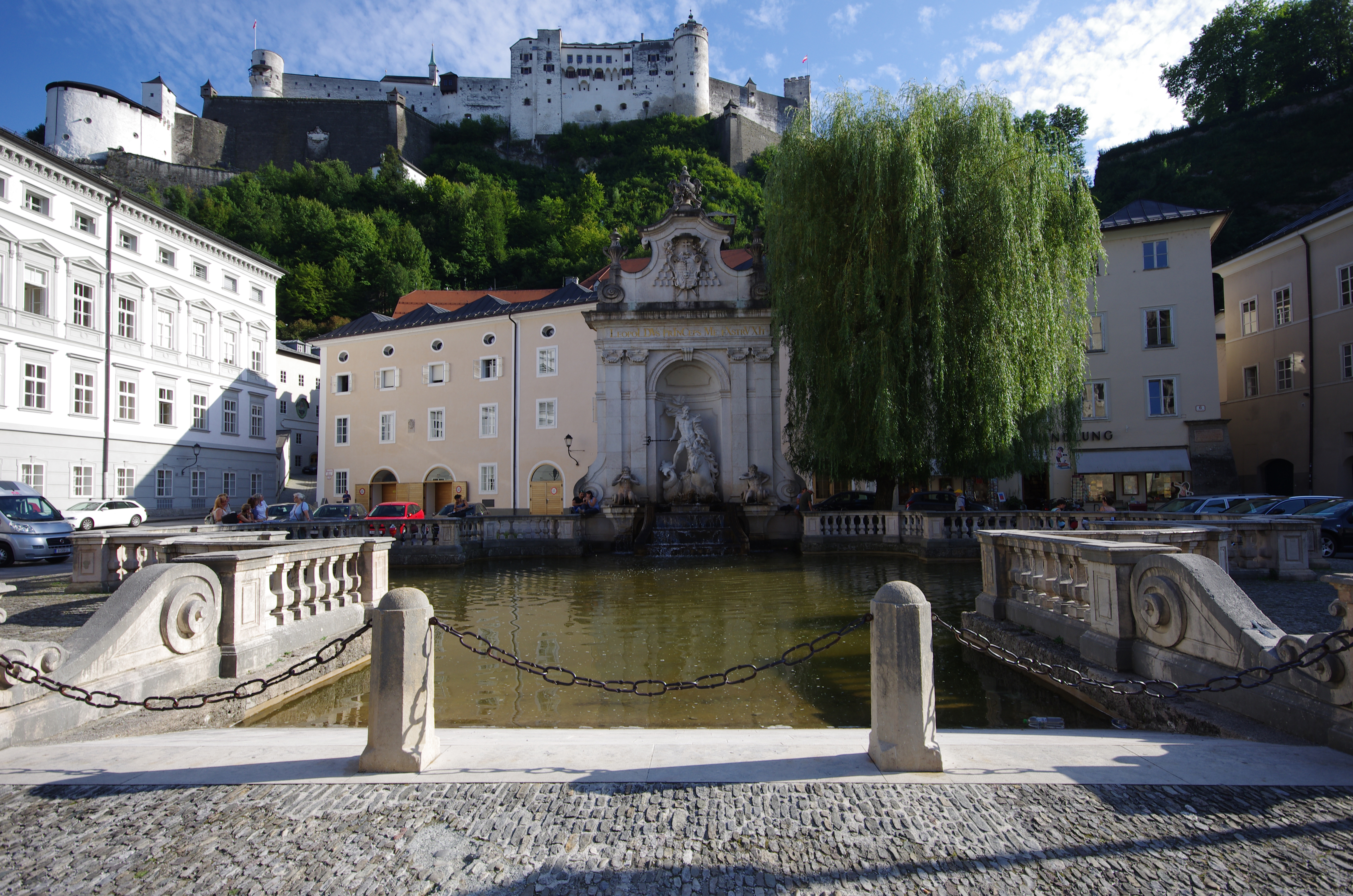
Хоэнзальцбург. Вид с севера

100 шиллингов 1977 г. — австрийская памятная монета, выпущенная в честь 900-летия крепости Хоэнзальцбург

## История
В 1077 году архиепископом Зальцбурга Гебхардом I был построен замок в романском стиле, от которого сегодня сохранился лишь фундамент. Позднее замок несколько раз перестраивался и укреплялся, постепенно превращаясь в мощную укреплённую крепость. Около 1500 года в замке был построен первый в мире фуникулёр Райсцуг, предназначенный для доставки товаров. Свой нынешний вид Хоэнзальцбург в общих чертах приобрёл в начале XVI века благодаря усилиям князя-архиепископа Леонхарда фон Койчаха. Одной из достопримечательностей замка является Зальцбургский бык — орган, установленный в 1502 году и сохранивший своё звучание до сих пор.
Хоэнзальцбург лишь один раз подвергался осаде, когда группа шахтёров, крестьян и горожан в 1525 году пыталась свергнуть князя Маттеуса Ланга, однако не смогла проникнуть в замок, укрывшиеся за стенами выдержали 61-дневную осаду.
В период Тридцатилетней войны архиепископ Пэрис Лодрон (1619—1654) укрепил оборону города, в том числе и крепость Хоэнзальцбург. Он добавил к крепости некоторые части, такие как Пороховая башня и домики для охраны.
Во время Наполеоновских войн крепость сдалась без боя.
В XIX веке замок использовался в качестве казармы, склада и тюрьмы, прежде чем вновь стал военным форпостом в 1861 году.
Крепость Хоэнзальцбург была отремонтирована с конца 19-го века и стала главной туристической достопримечательностью с фуникулёром Festungsbahn, открытым в 1892 году, ведущим от города к Hasengrabenbastei. Сегодня это один из наиболее хорошо сохранившихся замков в Европе.
В начале 20-го века он использовался как тюрьма, в которой содержались итальянские военнопленные во время Первой мировой войны и нацистские активисты до аннексии Австрии Германией в марте 1938 года.
Сегодня замок является одной из основных туристических достопримечательностей Зальцбурга. Из центра города к Хоэнзальцбургу ведёт канатная дорога. В крепостном музее представлены экспонаты по истории города, крепости, военной истории Австрии. Большая коллекция оружия разных эпох. Хранится также посмертная маска фельдмаршала Радецкого.

## Крепость внутри
Крепость состоит из различных флигелей и внутреннего двора.
Золотой зал

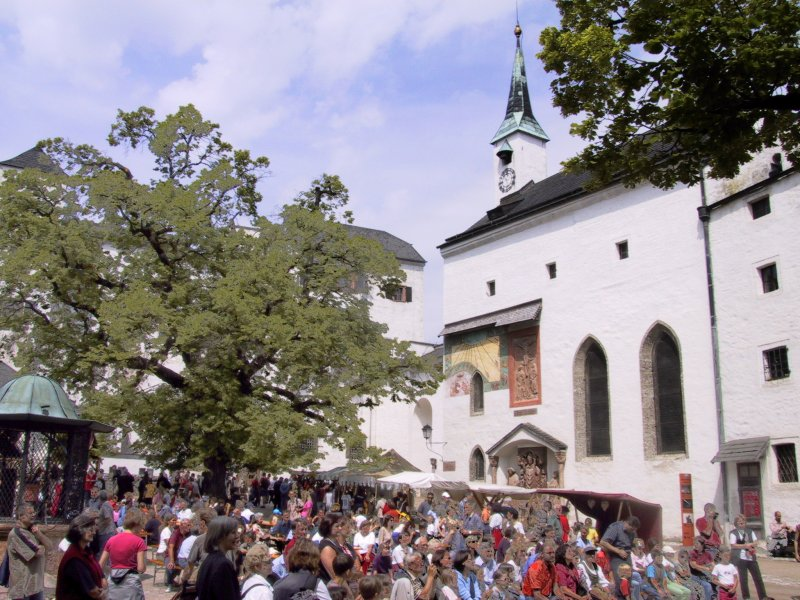
Церковь Св. Георгия

Начиная с 1498 года, архиепископ Леонард фон Койчах построил на третьем этаже великолепные парадные апартаменты. Комнаты, в которых обычно жили архиепископы, находились этажом ниже. Государственные апартаменты использовались в основном для представительских целей и торжеств. Золотой зал был богато украшен и свидетельствует о том, что крепость служила архиепископам не только убежищем в период кризиса, но нередко и резиденцией вплоть до XVI века.
На 17-метровой балке, поддерживающей потолок, изображён герб Леонарда фон Койчаха вместе с гербами Священной Римской империи, гербы самых могущественных немецких городов и епископств, которые были связаны с Зальцбургом.
Золотая палата
Золотая палата — самая роскошно убранная комната княжеских палат. Две длинные стены занимают скамьи, богато украшенные лозами, виноградом, листвой и животными. Раньше эти скамьи были покрыты тканью или кожей, но обивка не сохранилась до наших дней.
Церковь Святого Георгия
В восточной части крепости расположен католический храм Святого Георгия. Построен в позднеготическом стиле в 1501 году. Колокола были изготовлены Якобом Лиделем в 1638 году.

## См.также
- Ноннбергское аббатство